# 154P/Brewington
La Cometa Brewington, formalmente 154P/Brewington, è una cometa periodica appartenente alla famiglia delle comete gioviane. Scoperta il 28 agosto 1992 a seguito della riscoperta avvenuta il 26 agosto 2002 ha ricevuto la numerazione definitiva.